# NGC 5222/2
NGC 5222/2 је спирална галаксија у сазвежђу Девица која се налази на NGC листи објеката дубоког неба.
Деклинација објекта је + 13° 44' 37" а ректасцензија 13h 34m 57,7s. Привидна величина (магнитуда) објекта NGC 5222 износи 14,7 а фотографска магнитуда 15,5. NGC 52222 је још познат и под ознакама UGC 8558, MCG 2-35-5, CGCG 73-39, KCPG 383B, ARP 288, VV 315, PGC 93122.